# Asaba
Asaba es la capital del estado Delta de Nigeria, y tiene una población estimada de 123.745 habitantes (2007).

## Demografía
La ciudad se compone principalmente de las personas del  Delta ibo, mientras que las grandes poblaciones de Itsekiri, Urhobo, Isoko, Ijaw, Hausas y Yorubas, también residen en la ciudad.

## Historia
Asaba una vez fue la capital colonial del Protectorado de Nigeria del Sur. Fue la sede de la Real Sociedad Níger, que las autoridades del Reino Unido crearon para estimular el comercio y la exportación de mercancías a Inglaterra. Esta empresa ha crecido hasta formar la UAC Nigeria PLC. La ciudad fue fundada por el Príncipe Nnebisi, hijo de una igala y un príncipe igbo.